# Judit Kormos
Judit Kormos (Budapest, 11 maggio 1970) è una linguista ungherese naturalizzata britannica.
É professoressa e direttrice degli studi per il programma MA TESOL Distance presso il Dipartimento di linguistica e lingua inglese presso la Lancaster University, Regno Unito ed è nota per il suo lavoro sulla motivazione nell'apprendimento della seconda lingua e l'autoregolamentazione nella scrittura della seconda lingua. Il suo principale interesse è per la dislessia nell'apprendimento della seconda lingua. 
Insieme con Rosa Manchón è rinomata per il suo lavoro sulla dimensione cognitiva dell'acquisizione e dell'uso delle seconde lingue, con particolare attenzione alla dimensione psicolinguistica della produzione testuale e insieme a Cumming, Hyland, Manchón, Matsuda, Ortega, Polio, Storch e Marjolijn Verspoor è considerata una delle più influenti ricercatrici nella scrittura di una seconda lingua. 

## Carriera
Si è laureata presso l'Università Eötvös Loránd di Budapest, in Ungheria, nel 1994 ed ha ottenuto un Dottorato di ricerca presso l'Università Eötvös Loránd nel 1999. Il suo dottorato di ricerca è stato supervisionato da Zoltán Dörnyei. La Kormos ha assunto l'incarico di docente presso la Lancaster University nel 2008. ed è stata promossa a lettrice nel 2012. Ha scelto di essere chiamata Reader in Second Language Acquisition. L'8 gennaio 2015 a Kormos è stata assegnata una cattedra personale. Il suo titolo è divenuto "Professore di acquisizione della seconda lingua".
Kormos è una coordinatrice del progetto dislessia per insegnanti di lingua straniera inglese, finanziato dalla Commissione europea. Dal 2011 è un membro del comitato editoriale del Journal of Second Language Writing. È stata redattrice di temi tematici speciali e di riviste associate per l'apprendimento delle lingue.
Nel 2012, è stata intervistata dal canale televisivo ungherese ATV sui recenti cambiamenti nelle politiche di insegnamento delle lingue straniere in Ungheria. Ha sottolineato l'importante ruolo dell'indirizzamento degli studenti all'apprendimento delle lingue straniere in modo indipendente e autonomo con l'aiuto di moderni strumenti tecnologici. Il 21 maggio 2014, Pearson Education ha pubblicato una nuova serie di lezioni video sulla dislessia e l'apprendimento delle lingue straniere su YouTube. La Kormos appare nel primo video della serie e discute gli effetti psicologici della dislessia sui processi di apprendimento delle lingue straniere.
Nel 2014, insieme a un team europeo di cinque paesi partner, ha vinto il premio ELTons del British Council nella categoria Excellence in Course Innovation.

## Ricerca
Il 20 giugno 2014, è stata citata nella pagina Web Education del The Guardian  per un articolo sull'insegnamento delle lingue agli studenti con disabilità. Disse che i metodi e i materiali di insegnamento devono essere adattati agli studenti dislessici, invece di tenerli fuori dalle lezioni di seconda lingua. Gli studenti dislessici sono in grado di acquisire un'altra lingua con successo e per questo devono avere una possibilità. L'insegnante dovrebbe essere consapevole della dislessia e insegnare in modo leggermente diverso. Per esempio, gli insegnanti dovrebbero includere più materiali visivi, recitare le cose e spiegarle in modo leggermente più esplicito rispetto agli altri studenti. Alcuni studenti sono più ricettivi ai canali audio di apprendimento, altri alla visione. Pertanto, l'utilizzo di una combinazione dei due mezzi può essere davvero efficace.

## Premi accademici
- 2012: lista dei premi del libro del duca di Edimburgo[15]
- 2012: Pilkington Teaching Award[16]
- 2013: National Teaching Fellowship[17][18]

## Opere

### Libri
- Kontráné Hegybíró, E., & Kormos, J. (2006). Testing for language teachers. Budapest: Okker Kiadó.
- Kormos, J. (2006). Speech production and second language acquisition. (Cognitive sciences and second language acquisition). Mahwah, N.J.: Lawrence Erlbaum Associates.
- Kormos, J., & Kontra, E. H. (2008). Language learners with special needs: an international perspective. Bristol: Multilingual Matters.
- Kormos, J., & Smith, A. M. (2012). Teaching foreign languages to learners with specific learning differences. Bristol: Multilingual Matters.
- Kormos, J. (Editor) (2014). Speech production and second language acquisition. Routledge. ISBN 978-0805856583
- Dóczi, B., & Kormos, J. (2016). Longitudinal developments in vocabulary knowledge and lexical organization. New York: Oxford University Press.
- Kormos, J. (2017). The Second Language Learning Processes of Students with Specific Learning Difficulties. (Second Language Acquisition Research Series). New York: Routledge

### Articoli
- Kormos, J. (1999). Simulating conversations in oral proficiency assessment: A conversation analysis of role-plays and non-scripted interviews in language exams. Language Testing, 16(2), 163-188. doi:
- Kormos, J. (1999). Monitoring and self-repair in L2. Language Learning, 49(2), 303-342. doi:
- Dörnyei, Z., & Kormos, J. (2000). The role of individual and social variables in task performance. Language Teaching Research, 4(3), 275-300. doi:
- Kormos, J. (2000). The timing of self-repairs in second language speech production. Studies in Second Language Acquisition, 22(2), 145-169. doi:
- Kormos, J. (2000). The role of attention in monitoring second language speech production. Language Learning, 50(2), 343-384. doi:
- Németh, N., & Kormos, J. (2001). Pragmatic aspects of task performance: The case of argumentation. Language Teaching Research, 5(3), 213-240. doi:
- Kormos, J., Kontra, E. H., & Csölle, A. (2002). Language wants of English majors in a non-native context. System, 30(4), 517-542. doi:
- Albert, Á., & Kormos, J. (2004). Creativity and narrative task performance: An exploratory study. Language Learning, 54(2), 277-310. doi:
- Kormos, J. & Dénes M. (2004). Exploring measures and perceptions of fluency in the speech of second language learners. System, 32(2), 145-164.
- Kormos, J., & Csizér, K. (2007). An interview study of inter-ethnic contact and its role in language learning in a foreign language environment. System, 35(2), 241-258. doi:
- Kormos J. & Csizér K. (2008). Age‐related differences in the motivation of learning English as a foreign language: Attitudes, selves, and motivated learning behavior. Language Learning, 58(2), 327-355. doi:
- Kormos, J., & Sáfár, A. (2008). Phonological short term-memory, working memory and foreign language performance in intensive language learning. Bilingualism: Language and Cognition, 11(2), 261-271. doi:
- Kormos, J., Csizér, K., & Sarkadi, Á. (2009). The language learning experiences of students with dyslexia: lessons from an interview study. Innovation in Language Learning and Teaching, 3(2), 115-130. doi:
- Csizér, K., & Kormos, J. (2009). Modelling the role of inter-cultural contact in the motivation of learning English as a foreign language. Applied Linguistics, 30(2), 166-185. doi:
- Csizér, K., Kormos, J., & Sarkadi, Á. (2010). The dynamics of language learning attitudes and motivation : lessons from an interview study of dyslexic language learners. The Modern Language Journal, 94(3), 470-487. doi:
- Csizér, K., & Kormos, J. (2010). A comparison of the foreign language learning motivation of Hungarian dyslexic and non-dyslexic students. International Journal of Applied Linguistics, 20(2), 232-250. doi:
- Kiddle, T., & Kormos, J. (2011). The effect of mode of response on a semi-direct test of oral proficiency. Language Assessment Quarterly, 8(4), 342-360. doi:
- Kormos, J. (2011). Task complexity and linguistic and discourse features of narrative writing performance. Journal of Second Language Writing, 20(2), 148-161. doi:
- Kormos, J., Kiddle, T., & Csizér, K. (2011). Goals, attitudes and self-related beliefs in second language learning motivation : an interactive model of language learning motivation. Applied Linguistics, 32(5), 495.
- Kormos, J., & Trebits, A. (2012). The role of task complexity, modality and aptitude in narrative task performance. Language Learning, 62(2), 439-472. doi:
- Declerck, M., & Kormos, J. (2012). The effect of dual task demands and proficiency on second language speech production. Bilingualism: Language and Cognition, 15(4), 782-796. doi:
- Kormos, J. (2012). The role of individual differences in L2 writing. Journal of Second Language Writing, 21(4), 390-403. doi:
- Kormos, J., & Kiddle, T. (2013). The role of socio-economic factors in motivation to learn English as a foreign language: the case of Chile. System, 41(2), 399-412. doi:
- Kormos, J., Csizér, K., & Iwaniec, J. (2014). A mixed method study of language learning motivation and inter-cultural contact of international students. Journal of Multilingual and Multicultural Development, 35(2), 151-166. doi:
- Kormos, J., & Csizer, K. (2014). The interaction of motivation, self-regulatory strategies, and autonomous learning behavior in different learner groups. TESOL Quarterly, 48(2), 275-299. doi:
- Lambert, C., & Kormos, J. (2014). Complexity, accuracy and fluency in task-based second language research: toward more developmentally-based measures of second language acquisition. Applied Linguistics, 35(5), 607-614. doi:
- Jahan, A., & Kormos, J. (2015). The impact of textual enhancement on EFL learners’ grammatical awareness. International Journal of Applied Linguistics, 25(1), 46-66. doi:
- Préfontaine, Y., & Kormos, J. (2015). The relationship between task difficulty and second language fluency in French: a mixed-methods approach. The Modern Language Journal, 99(1), 96-112. doi:
- Mazgutova, D., & Kormos, J. (2015). Syntactic and lexical development in an intensive English for Academic Purposes programme. Journal of Second Language Writing, 29, 3-15. doi:
- Préfontaine, Y., Kormos, J., & Johnson, D. E. (2016). How do utterance measures predict raters’ perceptions of fluency in French as a second language? Language Testing, 33(1), 53-73. doi:
- Préfontaine, Y., & Kormos, J. (2016). A qualitative analysis of perceptions of fluency in second language French. International Review of Applied Linguistics in Language Teaching, 54(2), 151-169. doi:
- Lambert, C., Kormos, J., & Minn, D. (2017). Task repetition and second language speech processing. Studies in Second Language Acquisition, 39(1), 167-196. doi:
- Kormos, J. (2017). The effects of specific learning difficulties on processes of multilingual language development. Annual Review of Applied Linguistics, 37, 30-44. doi:
- Indrarathne, B., & Kormos, J. (2017). Attentional processing of input in explicit and implicit learning conditions: an eye-tracking study. Studies in Second Language Acquisition, 39(3), 401-430. doi:
- Kormos, J., & Nijakowska, J. (2017). Inclusive practices in teaching students with dyslexia: Second language teachers’ concerns, attitudes and self-efficacy beliefs on a massive open online learning course. Teaching and Teacher Education, 68, 30-41. doi:
- Kormos, J., & Prefontaine, Y. (2017). Affective factors influencing fluent performance: French learners’ appraisals of second language speech tasks. Language Teaching Research, 21(6), 699-716. doi:
- Indrarathne, B., & Kormos, J. (2018). The role of working memory in processing L2 input: insights from eye-tracking. Bilingualism: Language and Cognition, 21(2), 355-374. doi:
- Kormos, J., Kosak-Babuder, M., & Pizorn, K. (2018). The role of low-level first language skills in second language reading, reading-while-listening and listening performance: a study of young dyslexic and non-dyslexic language learners. Applied Linguistics. doi:
- Indrarathne, H. D. B. N., Ratajczak, M. P., & Kormos, J. (2018). Modelling Changes in the Cognitive Processing of Grammar in Implicit and Explicit Learning Conditions: Insights from an Eye-Tracking Study. Language Learning, 68(3), 669-708. doi:
- Kosak-Babuder, M., Kormos, J., Ratajczak, M., & Pizorn, K. (2019). The effect of read-aloud assistance on the text comprehension of dyslexic and non-dyslexic English language learners. Language Testing, 36(1), 51-75. doi:
- Michel, M., Kormos, J., Brunfaut, T., & Ratajczak, M. (2019). The role of working memory in young second language learners’ written performances. Journal of Second Language Writing, 45, 31-45. doi: